# 윌리엄 스타이런
윌리엄 클라크 스타이런 주니어(William Clark Styron Jr., 1925년 6월 11일 ~ 2006년 11월 1일)은 미국의 소설가이자 수필가이다.

## 이력
버지니아주 뉴포트뉴스에서 태어났으며, 어릴 적 부모의 영향으로 인종 문제에 관해서 열린 시각을 가지게 되었다. 이는 이후 흑인 노예 냇 터너를 다룬 《냇 터너의 고백》을 쓰는데 중요한 역할을 했다. 듀크 대학교 재학 중에 제2차 세계 대전에 참전했고, 1951년 자신의 첫 작품 《어둠 속에 눕다》를 펴냈다. 1980년대 후반 심한 우울증으로 고통받았고, 이 경험을 작품 《보이는 어둠》으로 표현해냈다.
1968년 《냇 터너의 고백》으로 퓰리처상 픽션 부분을 수상했다. 2000년 미국 의회도서관 살아있는 전설에 선정되었다. 2006년 11월 1일 매사추세츠주 마서스비니어드에서 폐렴으로 인해 향년 81세의 나이로 세상을 떠났다.

## 주요 저서
- 《어둠 속에 눕다》 (Lie Down in Darkness, 1951)
- 《긴 행진》 (The Long March, 1956)
- 《이 집을 불태워라》 (Set This House on Fire, 1960)
- 《냇 터너의 고백》 (The Confessions of Nat Turner, 1967)
- 《소피의 선택》 (The Sophie's Choice, 1973)
- 《보이는 어둠》 (Darkness Visible, 1990)